# 新界婦孺福利會基督教銘恩小學
新界婦孺福利會基督教銘恩小學（英語：NTWJWA Christian Remembrance of Grace Primary School），創辦於2018年9月，是香港一所位於新界大埔的九年有時限全日制標準政府資助小學。
學校以Happy School路線推出不同的教育改革，如「下午不上課」、「Dream Starter」、「假期以任務代替功課」等學習模式，開校首兩個月便成功吸引家長在自行選校時報名，已經出現「爭崩頭」情況。
此校目前為一所「有時限小學」，需於2027年學額需求下降時停辦。為了將此校永久化，校方曾於2019年申請同區近富蝶邨的新建校舍，並打算於成功遷校後在校名內加上「千禧」二字，然而該用地最後由五旬節聖潔會香港總監督投得，成為五旬節聖潔會永光小學。